# Эскадренные миноносцы типов L и M
Эскадренные миноносцы типов «L» и «М» — тип эскадренных миноносцев, состоявший на вооружении Королевских ВМС Великобритании в период Второй мировой войны. Увеличенный вариант эсминца на основе типа «J», с некоторым улучшением основных характеристик. Главным отличием от прототипа стали новые башенноподобные палубные установки главного калибра с углом возвышения орудий 50° и сами орудия.

## История создания и особенности конструкции
К моменту начала проектирования эсминцев программ 1937 года (тип «L») договорные ограничения уже не связывали английских конструкторов. Поэтому, когда Адмиралтейство выдвинуло требование создать новые корабли, оснащенные полностью закрытыми орудийными установками (то есть защищающими расчёт от непогоды) и способные развивать более высокую скорость (на 10 узлов большую, чем у линкоров типа «King George V»), задачу попытались «решить в лоб» за счёт увеличения размеров. Но остановились на гораздо более скромном варианте на основе эсминцев типа «J», с некоторым улучшением основных характеристик. Главное отличие от прототипа — новые башенноподобные универсальные палубные установки с углом возвышения орудий 50°. Эсминцы получили достаточно высокую огневую мощь, особенно в носовых секторах. Сами орудия были новой модели, с увеличенной до 50 калибров длиной ствола и более тяжёлым 28-кг снарядом, предусматривалась механизация наводки и заряжания, причём орудия могли наводиться раздельно. Предполагалось также оснастить корабль вторым четырёхствольным «пом-помом», но, когда выяснилось, что при этом придется расстаться с одним из ТА, от этой идеи отказались. Рост «верхнего» веса (чему способствовали более тяжёлые почти на 10 т установки ГК и новые приборы управления огнём) заставил вернуться от пятитрубных к четырёхтрубным ТА. Новые установки ГК не успевали сделать к вводу в строй первых кораблей. Поэтому на первые четыре эсминца типа «L» установили четыре спаренные универсальные установки Mark XIX 102-мм орудий Mk. XVI.

## Конструкция

### Архитектурный облик
Эсминцы этого типа внешне отличались от «Джервисов» только увеличенными размерами.

### Энергетическая установка

#### Главная энергетическая установка
Главная энергетическая установка включала в себя два трёхколлекторных Адмиралтейских котла и два одноступенчатых редуктора, четыре паровых турбины Парсонса. Две турбины (высокого и низкого давления) и редуктор составляли турбозубчатый агрегат. Размещение ГЭУ — линейное. Котлы размещались в изолированных отсеках, турбины — в общем машинном отделении, при этом были отделены от турбин водонепроницаемой переборкой.
Рабочее давление пара — 21,2 кгс/см² (20,5 атм.), температура — 349 °C (660 °F), мощность — 48 000 л. с..
Проектная масса силовой установки составила 650 дл. тонн, фактически же масса была меньше, так масса установки Laforey составляла 630 дл. тонн.
Масса силовой установки американских эсминцев типа «Симс» имевших мощность 50 000 л. с. и аналогичную компоновку составляла 687 дл. тонн, а масса аналогичной по мощности эшелонной силовой установки эсминцев типа «Бенсон» составила 699 дл. тонн.
Испытания проходили по сокращённой программе. В ходе четырёхчасовых испытаний эсминцы типа Laforey в полном грузу показали скорость от 31,5 до 34,1 узла.

#### Электропитание
Напряжение сети 220 В. Электрическая мощность выросла до двух турбогенераторов по 200 кВт и двух дизельных генераторов мощностью по 60 кВт.

#### Дальность плавания и скорость хода
Проектная мощность составляла 48 000 л. с., максимальная скорость при стандартном водоизмещении должна была составить 36 узлов, скорость хода при полной нагрузке 33 узла.
Запас топлива хранился в топливных танках, вмещавших 567 дл. тонн (576 т) мазута, что обеспечивало дальность плавания 5500 миль 15-узловым ходом.

### Мореходность
Корабли отличались прекрасными мореходными качествами. Хорошо держались на волне даже в самую ненастную погоду.

### Вооружение
Артиллерия главного калибра (ГК) у эсминцев типов — главное, что отличало их от предшественников: 120-мм орудия Mk. XI с длиной ствола 50 калибров, в трёх спаренных башнеподобных установках Мк. XX. Максимальный угол возвышения 50°, склонения 10°. Масса снаряда 28,1 кг, начальная скорость 774 м/с, максимальная дальность стрельбы 19 420 м при угле возвышения 45°. Орудия обладали средней скорострельностью (цикл стрельбы номинально равнялся 5 секундам, при больших углах наклона ствола загрузка была более сложной, что вело к увеличению времени цикла), но как универсальные оказались неудачны: скорость горизонтального и вертикального наведения (10° в секунду) и КДП не позволяли «вести» скоростные самолёты, установка дистанционных трубок и подача снарядов также оставляли желать лучшего. Масса установки составила 38,2 тонны, что превысило проектные 34 тонны. Темп стрельбы составлял 8-10 выстрелов в минуту.
Боезапас включал в себя 250 выстрелов на ствол для 120-мм орудий.
Кроме того, они оказались сложны в производстве, поэтому на первые четыре эсминца («Gurkha», «Lance», «Legion» и «Lively») установили по четыре спаренных 102-мм зенитных орудия Mk. XVI, ставших в годы Второй мировой войны основным зенитным орудием британских кораблей (в установках Mk.XIX, два — на штатных позициях в носу, ещё два — на увеличенной кормовой надстройке). Одна установка вместе с противоосколочным щитом весила 16,8 тонны. Они вели огонь снарядами весом 15,88 кг, имели угол возвышения 80°, максимальную дальность стрельбы 18 150 м при угле возвышения 45°, досягаемость по высоте 11 890 м при угле возвышения 80° и техническую скорострельность до 20 выстр./мин. Правда, на практике скорострельность была ниже, около 12-14 выстр./мин. За счёт введения противовесов удалось снизить высоту цапф, а внедрение полуавтоматического вертикально-скользящего затвора облегчило труд заряжающих и позволило поднять скорострельность по сравнению с более ранними орудиями. Увеличился вес снаряда и его разрушительное действие. По сравнению с предшественниками возросли дальность стрельбы и досягаемость по высоте. Наличие полубронебойного снаряда существенно расширяло возможности применения орудия, хотя оно и считалось слабоватым для борьбы с надводными кораблями. В установке Mk.XIX оба орудия находились в одной люльке. Эти «противоавиационные» эсминцы оказались очень удачными кораблями. Эсминцы с 102-мм орудиями имели боезапас 195 выстрелов на ствол.
| Артиллерийские 120-мм установки главного калибра эсминцев британского флота | Артиллерийские 120-мм установки главного калибра эсминцев британского флота | Артиллерийские 120-мм установки главного калибра эсминцев британского флота | Артиллерийские 120-мм установки главного калибра эсминцев британского флота | Артиллерийские 120-мм установки главного калибра эсминцев британского флота | Артиллерийские 120-мм установки главного калибра эсминцев британского флота |
| --------------------------------------------------------------------------- | --------------------------------------------------------------------------- | --------------------------------------------------------------------------- | --------------------------------------------------------------------------- | --------------------------------------------------------------------------- | --------------------------------------------------------------------------- |
| тип установки                                                               | масса т                                                                     | кол-во установок                                                            | типы эсминцев                                                               | Длина ствола (калибров)                                                     | диапазон вертикальной наводки°                                              |
| одноорудийная с ручным приводом 4,7" Mk VIII                                | 9,7                                                                         | 4                                                                           | типы E — I, O — R                                                           | 45                                                                          | 40/-10                                                                      |
| спаренная с силовым приводом 4,7" Mk XIX                                    | 25,5                                                                        | 3                                                                           | типы Trible, J                                                              | 45                                                                          | 40/-10                                                                      |
| спаренная с силовым приводом 4,7" Mk XX                                     | 34                                                                          | 3                                                                           | типы L и M                                                                  | 50                                                                          | 50/-10                                                                      |
| одноорудийная с ручным приводом 4,7" CPXXII                                 | 11,8                                                                        | 4                                                                           | типы S — W                                                                  | 45                                                                          | 55/-10                                                                      |

Новые приборы управления огнём позволяли корректировать огонь по самолётам.

#### Зенитное вооружение
Зенитное вооружение составляли пара счетверённых и пара сдвоенных 12,7-мм пулемётов Vickers .50, а также два 20-мм «эрликона» и двухфунтовый счетверённый автомат «Виккерс», прозванный «пом-помом» за характерный звук, издаваемый при выстреле. Он имел длину ствола 40,5 калибра и обеспечивал 764-граммовому снаряду начальную скорость 732 м/с. Досягаемость его по высоте была не очень большая — 3960 м, что отчасти компенсировалось высокой — 100 выстрелов/мин на ствол — практической скорострельностью, позволявшей развивать высокую плотность огня. Боезапас включал в себя 1800 патронов на ствол.
Опыт первых месяцев войны показал насколько опасно пренебрегать угрозой воздушных атак. Поэтому на эсминцах с 120-мм орудиями ещё во время постройки один из торпедных аппаратов заменили на зенитное орудие 102-мм QF Mk.V. с запасом 300 выстрелов на ствол.

#### Торпедное вооружение
Торпедное вооружение включало в себя два 533-мм четырёхтрубных торпедных аппарата Q.R.Mk.X (на L) или Q.R.Mk.VIII** (на M) и восемь торпед. Торпеды Mk.IX** состоявшие на вооружении с 1939 года имели дальность 11 000 ярдов (10 055 м) ходом 41 узел и 15 000 ярдов (13 711 м) ходом 35 узлов. Боеголовка первоначально содержала 727 фунтов (330 кг) тринитротолуола, но скоро стандартной стала 810-фунтовая (367 кг) из торпекса — в полтора раза более мощного взрывчатого вещества (42 % тола, 40 % гексогена, 18 % алюминиевой пудры).

## Служба и модернизации
Эсминцы типа L приняли активное участие в боевых действиях Второй мировой войны.
Поскольку эти эсминцы начали входить в строй с конца 1940 года, их лёгкое зенитное вооружение было усилено в свете уроков, извлеченных из боёв в Норвегии и эвакуации Дюнкерка. На эсминцах, нёсших 120-мм орудия главного калибра, вместо одного из торпедных аппаратов была установлена 102-мм зенитка.
Вошедшие в строй до осени 1941 года эсминцы сохранили, вдобавок к двум «Эрликонам» проектные четырёхствольные 12,7 мм пулемёты, на остальных установили шесть одиночных 20-мм «Эрликонов». Более ранние эсминцы — шесть типа L и два типа M — подверглись этой модификации в течение 1942 года, за исключением HMS Legion, который погиб не модифицированным.
К 1944 году семь оставшихся на Британской службе эсминцев, получили две 20-мм спаренные установки на крыльях мостика, а ещё одиночные «Эрликоны» на платформе прожектора заменили на спарки. Одиночные «Эрликоны» были переведены на квартердек. Одновременно все уцелевшие эсминцы, кроме G86, получили новую решетчатую мачту. Первые эсминцы поступили на вооружение с радаром типа 285, кроме того все, кроме Legion с самого начала также несли радар типа 286. Эсминцы которые поступили на вооружение в 1942-43 годах, получили вместо него радар типа 290. В 1944 году все получили радар типа 273 вместо радара типа 286 или 290.
Ближе к концу войны на семи оставшихся эсминцах 102-мм орудие было снято и на своё место возвращён четырёхтрубный торпедный аппарат.

## Список эсминцев типа[18]

### Лидеры флотилий
| Номер вымпела | Название | Верфь-строитель                           | Дата закладки  | Дата спуска на воду | Дата вступления в состав флота | Судьба               |
| ------------- | -------- | ----------------------------------------- | -------------- | ------------------- | ------------------------------ | -------------------- |
| G99           | Laforey  | Yarrow & Company                          | 1 марта 1939   | 15 февраля 1941     | 26 августа 1941                | погиб 30 марта 1944  |
| G14           | Milne    | Scotts Shipbuilding & Engineering Company | 24 января 1940 | 30 декабря 1941     | 6 августа 1942                 | продан Турции в 1957 |

### Серийные корабли
| Номер вымпела | Название         | Верфь-строитель                              | Дата закладки     | Дата спуска на воду | Дата вступления в состав флота | Судьба                                                                                       |
| ------------- | ---------------- | -------------------------------------------- | ----------------- | ------------------- | ------------------------------ | -------------------------------------------------------------------------------------------- |
| G87           | Lance            | Yarrow                                       | 1 марта 1939 года | 28 ноября 1940      | 13 мая 1941                    | тяжело поврежден 9 апреля 1942 на Мальте (стоял в сухом доке), не восстанавливался           |
| G63           | Gurkha экс Larne | Cammell Laird                                | 25 сентября 1938  | 28 ноября 1940      | 13 мая 1941                    | потоплен германской ПЛ U-133 у побережья Ливии 17 января 1942                                |
| G40           | Lively           | Cammell Laird                                | 20 декабря 1938   | 28 ноября 1941      | 20 июля 1941                   | потоплен германской авиацией у Соллума 11 мая 1942                                           |
| G74           | Legion           | Hawthorn Leslie & Company                    | 1 ноября 1938     | 26 декабря 1939     | 19 декабря 1940                | погиб 12 марта 1942                                                                          |
| G55           | Lightning        | Hawthorn Leslie                              | 15 ноября 1938    | 22 апреля 1940      | 28 мая 1941                    | потоплен итальянскими ТКА севернее Алжира 12 марта 1943                                      |
| G32           | Lookout          | Scotts Shipbuilding & Engineering Company    | 15 ноября 1938    | 4 ноября 1940       | 30 января 1942                 | Исключён из состава флота, разобран на металл в 1948                                         |
| G15           | Loyal            | Scotts Shipbuilding & Engineering Company    | 23 ноября 1938    | 8 октября 1941      | 31 октября 1942                | Исключён из состава флота, разобран на металл в 1948                                         |
| G23           | Mahratta         | Scotts Shipbuilding & Engineering Company    | 7 июля 1939       | 28 июля 1942        | 1943                           | Потоплен германской ПЛ U-956 25 февраля 1944 в Баренцевом море                               |
| G86           | Musketeer        | Fairfield Shipbuilding & Engineering Company | 7 декабря 1939    | 2 декабря 1941      | 5 декабря 1942                 | исключён в 1955                                                                              |
| G90           | Myrmidon         | Fairfield Shipbuilding & Engineering Company | 7 декабря 1939    | 2 марта 1942        | 5 декабря 1942                 | в 1942 передан Польше и переименован в «Orkan», потоплен U-610 южнее Исландии 8 октября 1943 |
| G52           | Matchless        | Alexander Stephen & Sons                     | 14 сентября 1940  | 4 сентября 1941     | 26 февраля 1942                | продан Турции в 1957                                                                         |
| G73           | Meteor           | Alexander Stephen & Sons                     | 14 сентября 1940  | 3 ноября 1941       | 12 августа 1942                | продан Турции в 1957                                                                         |
| G35           | Marne            | Vickers-Armstrongs                           | 23 октября 1939   | 30 октября 1940     | 2 декабря 1941                 | продан Турции в 1959                                                                         |
| G44           | Martin           | Vickers-Armstrongs                           | 23 октября 1939   | 12 декабря 1940     | 4 августа 1942                 | потоплен U-431 севернее Алжира 10 ноября 1942                                                |

## Оценка проекта
От «одногодков» британские эсминцы отличались мореходностью, надёжностью всех механизмов и приборов, наличием радара, гидролокационной станции и мощным противолодочным вооружением. Особняком стоят «противоавиационные» эсминцы, которые по эффективности зенитного огня превосходили даже американских ровесников. В октябре 1940 года начальник управления комплектования и обучения личного состава предлагал их в качестве основы для перспективного «флотского эсминца». Часть экспертов утверждает, что это были лучшие британские эсминцы того времени. Стандартные эсминцы типа были очень близки японскому типу «Асасио» и имели одинаковые плюсы и минусы: номинально универсальный главный калибр с близкими характеристиками, мощное торпедное вооружение, умеренную скорость и хорошую мореходность. И то, что главный калибр британцев оказался неэффективным в качестве зенитного, должно было насторожить японцев. К счастью для американцев, японцы предпочли учиться на собственном опыте.
| Сравнительные ТТХ предвоенных эсминцев   |                               |                                                     |                               |                  |                           |                  |                                         |                          |
| Тип                                      | «Трайбл»                      | «Лафори»                                            | «Джервис»                     | «Симс»           | «Берсальере»              | «Кагэро»         | «Гремящий»                              | «Дитер фон Рёдер»        |
| Построено единиц                         | 27                            | 16                                                  | 24                            | 12               | 19                        | 19               | 28                                      | 6                        |
| Размерения Д×Ш×О, м                      | 114,9×11,12×3,96              | 110,4×11,2×4,34                                     | 108,6×10,8×4,17               | 106,2×11,0×3,91  | 106,7×10,2×3,58           | 118,5×10,8×3,76  | 112,8×10,2×3,1                          | 123×11,8×4,3             |
| Водоизмещение, стандартное/полное, дл. т | 1854/2519                     | 1920/2660                                           | 1751/2369                     | 1764/2477        | 1688/2254                 | 2000/2500        | 1587/2180                               | 2373/3361                |
| Артиллерия ГК                            | 120-мм/45 — 4×2               | 120-мм/50 — 3×2                                     | 120-мм/45 — 3×2               | 127-мм/38 — 5×1  | 120-мм/50 — 2×2           | 127-мм/50 — 3×2  | 130-мм/50 — 4×1                         | 127-мм/45 — 5×1          |
| Зенитная артиллерия                      | 40-мм/40 — 1×4, 12,7-мм — 2×4 | 40-мм/40 — 1×4, 20-мм — 2, 12,7-мм — 12 (2×4 и 2×2) | 40-мм/40 — 1×4, 12,7-мм — 2×4 | 12,7-мм — 4×1    | 13,2-мм — 12 (4×2), (4×1) | 25-мм — 2×2      | 76-мм — 2×1, 45-мм — 2×1, 12,7-мм — 2×1 | 37-мм — 2×2, 20-мм — 6×1 |
| Торпедное вооружение                     | 1 × 4 — 533-мм                | 2 × 4 — 533-мм                                      | 2 × 5 — 533-мм                | 3 × 4 — 533-мм   | 2 × 3 — 533-мм            | 2 × 4 — 610-мм   | 2 × 3 — 533-мм                          | 2 × 4 — 533-мм           |
| Противолодочное вооружение               | ГЛ «Асдик», 20 ГБ             | ГЛ «Асдик», 45 ГБ                                   | ГЛ «Асдик», 30 ГБ             | ГЛ «QC», 14 ГБ   | 2 БМБ, 20? ГБ             | 18 ГБ            | 25 ГБ                                   | 18 ГБ                    |
| Энергетическая установка                 | ПТ, 44 000 л. с.              | ПТ, 48 000 л. с.                                    | ПТ, 40 000 л. с.              | ПТ, 50 000 л. с. | ПТ, 48 000 л. с.          | ПТ, 52 000 л. с. | ПТ, 50 500 л. с.                        | ПТ, 70 000 л. с.         |
| Максимальная скорость, узлов             | 36                            | 36                                                  | 36                            | 35               | 38                        | 35               | 38                                      | 38                       |
| Дальность плавания, морские мили         | 5700 на 15 узлах 3200 на 20   | 5500 на 15 узлах                                    | 5500 на 15 узлах              | 6500 на 12 узлах | 2200 на 20 узлах          | 5000 на 18 узлах | 2640 на 19,8 узлах                      | 2020 на 19 узлах         |